# Nyasubi
Nyasubi è una circoscrizione mista (mixed ward) della Tanzania situata nel distretto urbano di Kahama, regione di Shinyanga. Conta una popolazione di 20 181 abitanti (censimento 2012).